# Biagio Gioacchino Miraglia
(Arrigo Tamassia)
Biagio Gioacchino Miraglia, più noto come Biagio Miraglia (Cosenza, 21 agosto 1814 – Napoli, 14 marzo 1885), è stato uno psichiatra, poeta e patriota italiano; medico nell'ospedale psichiatrico di Aversa, primo titolare di un corso di clinica delle malattie mentali all'Università di Napoli, fondò la prima rivista italiana di psichiatria e attuò criteri innovativi nella terapia psichiatrica facendo ricorso fra l'altro alla musicoterapia e allo psicodramma.

## Biografia

### Famiglia e formazione

Casa natale di Miraglia nella città di Cosenza

Figlio del magistrato della Corte Criminale Nicola Miraglia e della nobildonna Teresa Peluso, cugino dell'omonimo poeta e patriota (figlio di un fratello di suo padre), nacque a Cosenza il 21 agosto 1814. Mostrò in un primo tempo anch'egli inclinazioni letterarie e intraprese da giovanissimo gli studi di latino, greco e filosofia e, a diciott'anni di età, nel 1832, compose la tragedia Coriolano. In questa sua prima opera, pubblicata a Napoli nel 1834, trattò gli amori sublimi verso la patria e la famiglia con l'entusiasmo tipicamente giovanile. Intraprese gli studi di medicina all'Università di Napoli, senza mai tuttavia trascurare le sue propensioni artistico-letterarie, divenendo allievo del medico, politico e professore italiano Vincenzo Lanza. Si laureò nel 1837 e praticò nei primi anni la professione di medico condotto in un piccolo paese calabrese sullo Ionio, dove fu insignito di un attestato di stima e riconoscenza dal municipio e dove abitò per circa tre anni.

### Medico, poeta e patriota
(Cesare Colucci)
Tornò a Napoli nel 1841 per perfezionare la propria formazione medica e dedicarsi nello specifico allo studio delle malattie mentali. Nel 1842 fu assunto come medico al Reale Morotrofio di Aversa, per molti anni l'unico ospedale psichiatrico delle province delle Due Sicilie «al di qua del Faro», diretto dal 1831 da Giuseppe Simoneschi. Seguace della frenologia, scienza che subì da sempre obiezioni di carattere metodologico, Miraglia cercò di applicarla alla classificazione delle malattie mentali. L'ipotesi riguardante la possibile ed efficace applicazione della frenologia all'indagine sulle cause delle alienazioni e delle demenze fu strenuamente sostenuta nei Congressi degli Scienziati Italiani, in particolare nel quinto di Lucca e nel settimo tenutosi a Napoli in data 27 settembre 1845. Queste idee, raccolte in un piccolo testo edito nel 1847, sono tornate nuovamente all’attenzione del dibattito psichiatrico in seguito al prepotente ritorno di una visione neuroscientifica, tanto che il testo è stato ripubblicato in traduzione inglese In questo testo Miraglia propone un netto ribaltamento della prospettiva classica della psichiatria che parte dall’osservazione dei fenomeni mentali alterati per ricercare le cause sottostanti, proponendo al contrario di partire dalla fisiopatologia cerebrale (ricorrendo a ciò che era disponibile ai suoi tempi, ovvero alla frenologia di Gall) per derivarne le possibili alterazioni a livello sindromico. Nel 1843 Miraglia fondò e diresse la prima rivista di psichiatria in Italia: il Giornale Medico-Storico-Statistico del Reale Morotrofio del Regno delle Due Sicilie per la parte citeriore al Faro. La rivista, che ospitava osservazioni ed indagini cliniche raccolte nell'istituto psichiatrico di Aversa, articoli di filosofia, fisiologia, anatomia e anatomia patologica, fu pubblicata per un biennio circa e divenne il primo esempio in Italia e all'estero di periodico specialistico. Miraglia fu inoltre uno dei primi a praticare in Italia operazioni chirurgiche con anestesia mediante etere dietilico (1847), composto altamente soporifero utilizzato per la prima volta dal chirurgo statunitense Crawford Williamson Long nel 1842, ma reso ancor più noto nel 1846 dal dentista statunitense William Green Morton. Ciò attesta la notevole apertura alle più recenti scoperte internazionali in campo medico-chirurgico dimostrata da Miraglia e in particolare alla sperimentazione in prima persona delle tecniche più moderne e all'avanguardia.
L'intensa pratica medica non gli impedì tuttavia di continuare a coltivare gli interessi letterari, tant'è che scrisse numerosi versi e componimenti solo parzialmente dati alle stampe: Messalina, Il Corsaro, Il brigante, Hassan e Bianca Cappello. Quest'ultima fu inviata nel 1845 al Concorso di Modena e, pur accennando ad eventi politici con mordaci e lampanti allusioni, ottenne la menzione onorevole, premio toccato a pochi. Il suo celebre poemetto, I martiri di Cosenza, dedicato alla sfortunata spedizione dei Fratelli Bandiera e al loro supplizio avvenuto nella "città dei Bruzi", esprime con notevole evidenza i più nobili affetti della sua anima poliedrica: poesia, scienza, famiglia e patria. Fu pubblicato a Napoli durante il breve periodo costituzionale del governo di Carlo Troya (1848) e gli procurò la destituzione dall'incarico ospedaliero (ottobre 1848) e la prigione, dapprima ad Aversa e poi a Castel Capuano.
È presentato qui di seguito uno dei più audaci riferimenti ad una Italia sfruttata, derisa ed asservita allo straniero ma al contempo pronta ad un glorioso risveglio:
Chi ti fé meritrice all'insolente
Straniero ognor, co' doni tuoi pagando
La impotente lussuria?
[...]
Ti chiamano morta, o Italia! Ah, dì che dormi
Il sonno del Leone: ti desterai
Ruggendo un dì dal sonno.»
(Biagio Gioacchino Miraglia, I Martiri di Cosenza)
Miraglia, infatti, fu di quella folta schiera di uomini che sostennero a viso aperto la causa dell'indipendenza d'Italia, rendendo la libertà della patria ideale pregnante delle sue opere letterarie. Nel 1851 venne condannato a dieci anni di prigione con l'accusa di disobbedienza civile, vilipendio e diffusione di idee sovversive ed antimonarchiche. Egli ricorda il drammatico e sconvolgente periodo dell'accusa e della conseguente reclusione con queste parole:

Una volta graziato, nel 1853, non gli fu consentito, suo malgrado, di ritornare nel Morotrofio per riassumere la carica precedentemente ottenuta. Approfittò del periodo di inattività forzata per scrivere il Trattato di frenologia in due volumi più un atlante, progetto, questo, lungamente meditato. Nel 1854, infuriando il colera a Napoli, Miraglia si dedicò completamente alla cura dei colerosi, accostandosi prodigo e consolatore al capezzale dei malati. Egli stesso fu contagiato dal batterio ma riuscì a guarirne, contrariamente a quanto accadde alla devota e credente moglie, Maria Rosa, che ne rimase prematuramente vittima in quello stesso anno.

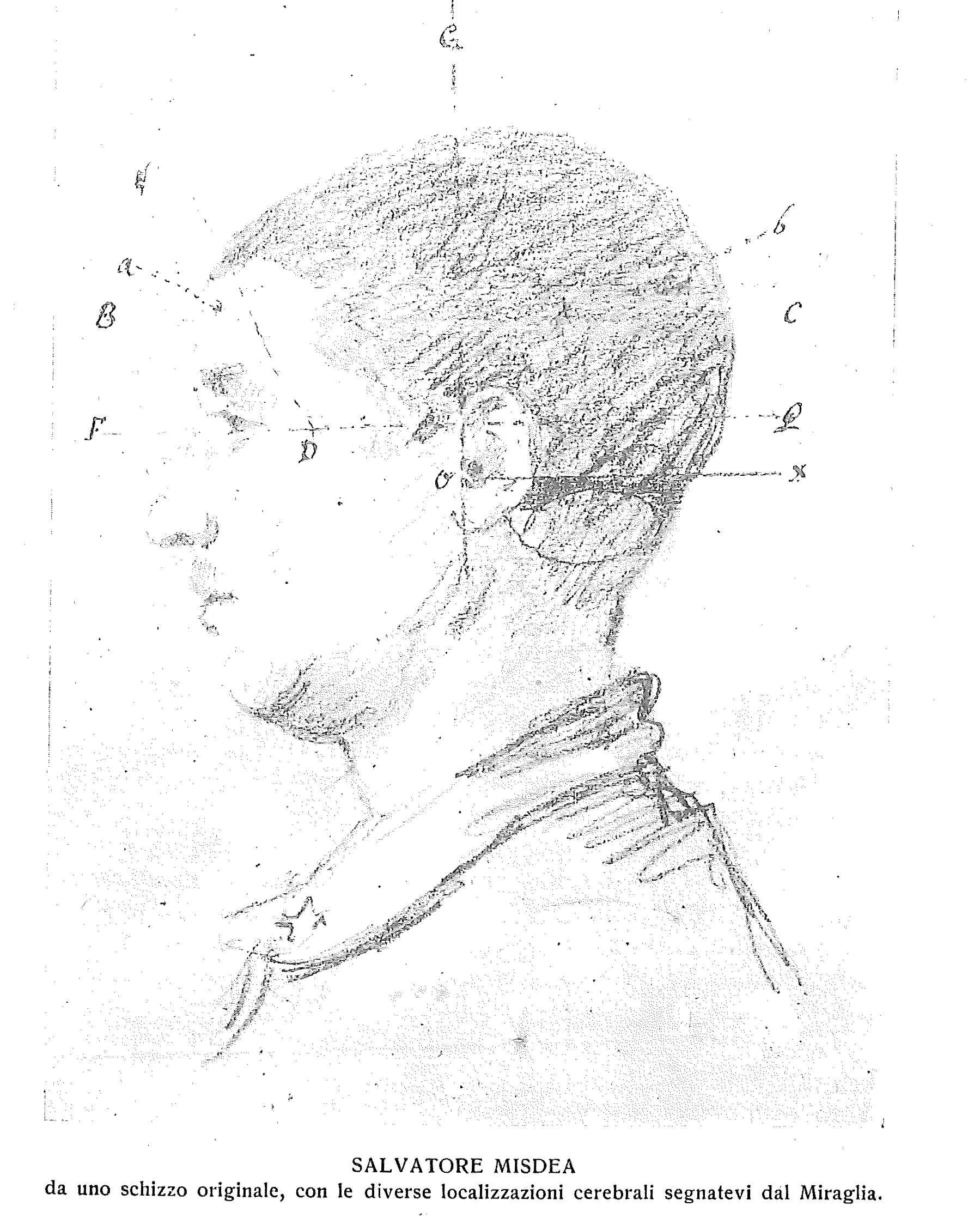
Schizzo originale di Miraglia relativo alle localizzazioni cerebrali

### Dirigenza del Reale Morotrofio di Aversa e Carriera accademica
Ritornò all'ospedale di Aversa nell'agosto 1860, quando il regno borbonico attraversava ormai un lento ed inesorabile declino, succedendo nella direzione a Federico Cleopazzo. Miraglia rivoluzionò la vita dell'ospedale, rinnovando le tecniche manicomiali e terapeutiche e troncando gli errori che ancora dominavano altrove. Il rapporto medico-paziente fu da lui radicalmente sovvertito, il sostegno psicologico divenne un veicolo di cura a tutti gli effetti e proprio il solerte atteggiamento paterno, che Miraglia dimostrava nello svolgimento della sua professione, contribuì ad accrescere la profonda e sincera stima che pazienti internati nel Morotrofio nutrivano nei suoi confronti.
Con questi versi in vernacolo lo ricorda il suo celebre ed affezionato paziente Persio, protagonista indiscusso di numerose messe in scena:
ma dal cielo 'nce aiuta lo Signore,
avennoce affidate a la pietate
de lo nostro benegno derettore
che tenta lo possibele e 'mpossibele
pe' farce chisto stato 'cchiù soffibele»
In particolare egli raccomandò l'abbandono di mezzi coercitivi, avvalorando la teoria del non restraint mirabilmente enunciata dallo psichiatra inglese John Conolly, e sostenne con convinzione che l'occupazione, in generale, fosse un espediente utile alla cura dell'alienazione mentale. Le attività quali il cucito, la tessitura e l'artigianato avevano il fine non solo di promuovere i rapporti sociali tra i malati e tra il personale e i pazienti, ma soprattutto di porre in esercizio le facoltà mentali ritenute efficienti e produttive. Ogni malato doveva sentire di avere uno scopo ed apprendere così di essere parte integrante di una squadra. Introdusse a tale scopo il lavoro nel manicomio ricorrendo all'ergoterapia e a forme embrionali di musicoterapia e psicodramma. Numerosi spettacoli, messi in scena dagli stessi ammalati di Aversa, furono rappresentati al Teatro del Fondo di Napoli nel 1862 e nel 1863 suscitando l'interesse di Alexandre Dumas (padre) per l'ammirevole esito artistico. Sempre nel 1860 creò la rivista psichiatrica intitolata Annali Psichiatrici che, nel 1863, mutò la sua testata in Giornale del Reale Morotrofio di Aversa e della Società Frenopatica Italiana, associazione, questa, fondata da Miraglia il 2 giugno 1861 e fortemente osteggiata dal governo borbonico.

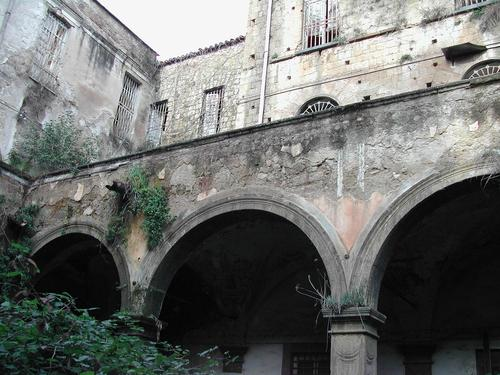
Reale Morotrofio di Aversa

Nel 1861 Miraglia meritò dal Re d'Italia Vittorio Emanuele II di Savoia il Premio di una Medaglia d'Oro e la Croce Mauriziana per le sue dotte ricerche e produzioni date alla luce sulla medicina mentale.
Nel 1862 il frenologo ottenne l'incarico dell'insegnamento di Clinica delle malattie nervose e mentali nella facoltà di medicina dell'Università di Napoli. Nel 1863 il governo acconsentì a introdurre, in università, la Clinica delle malattie mentali e sifilitiche, affidandone l'insegnamento a lui stesso. Ancora in quell'anno Miraglia fondò l'Accademia degli Scienziati, Letterati ed Artisti e ne fu eletto presidente. Gli venne intitolata una sezione dell'Ospedale psichiatrico S. Maria Maddalena di Aversa, proprio quella in cui il giovane Fausto Rossano, destinato a diventare l'ultimo direttore del Manicomio provinciale di Napoli (quello intitolato a Leonardo Bianchi) ed a gestirne la definitiva dismissione, prese per la prima volta servizio come assistente.

### La morte
Biagio Gioacchino Miraglia morì a Napoli il 14 marzo 1885 all'età di 70 anni ed oggi riposa nel cimitero di Poggioreale. Nel 1899, in questo luogo, venne eretto in sua memoria un modesto monumento nell'area dedicata agli uomini illustri.

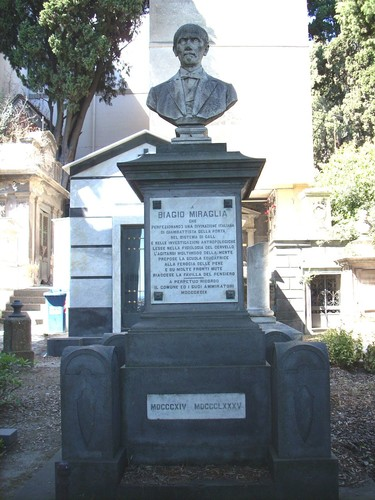
La tomba nel cimitero di Poggioreale

In occasione della sua morte così lo ricorda il poeta e drammaturgo Salvatore di Giacomo:
Anche sulle mura della casa paterna, situata nel centro storico della città di Cosenza, venne apposta questa epigrafe:
patriota, scienziato, poeta,
nella frenologia maestro insigne acclamato,
che al nome di Cosenza
accrebbe fama e gloria,
la patria
nel centenario del natale di lui
MCMXIV»
()

## Frenologia

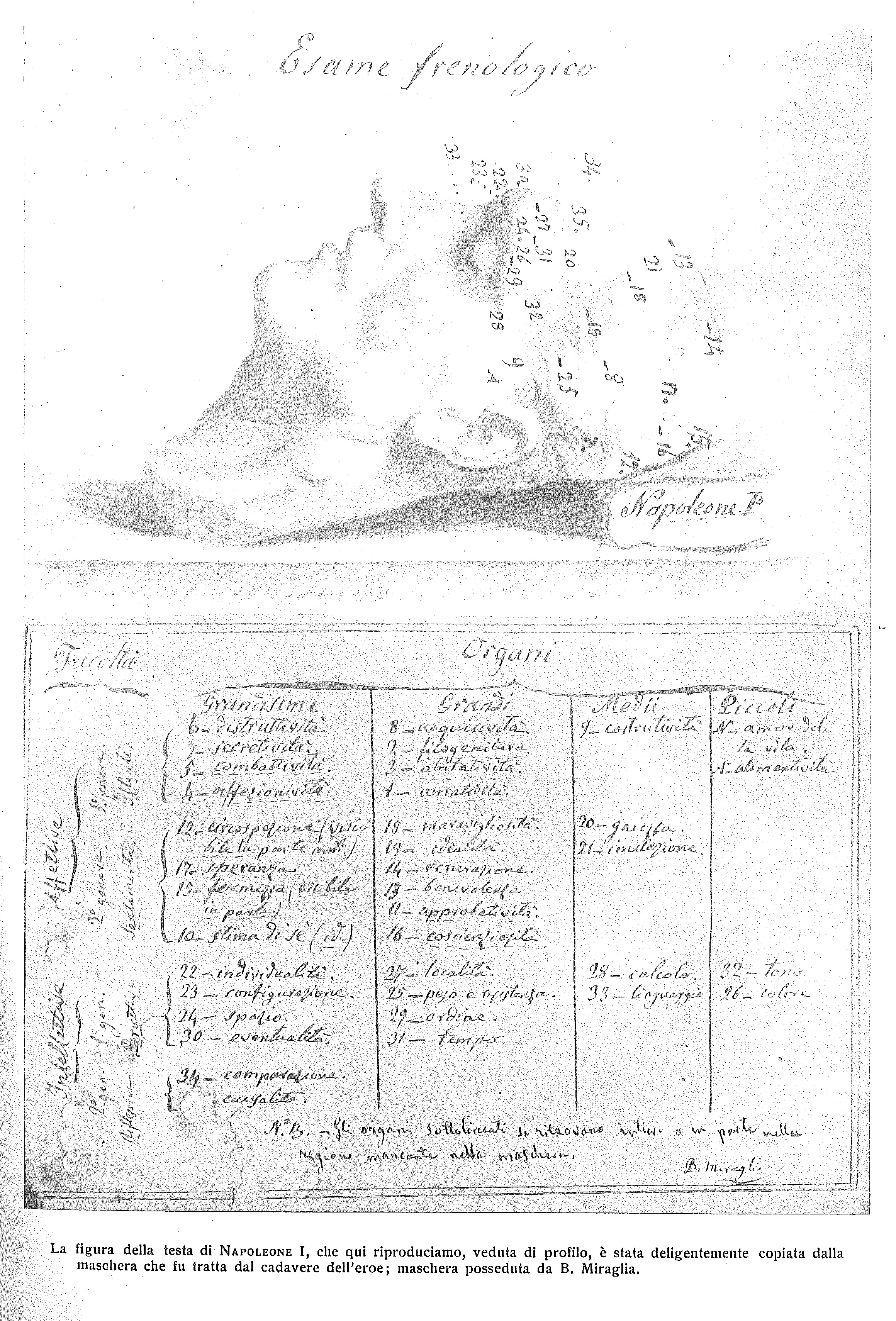
Figura della testa di Napoleone I con appunti di Miraglia

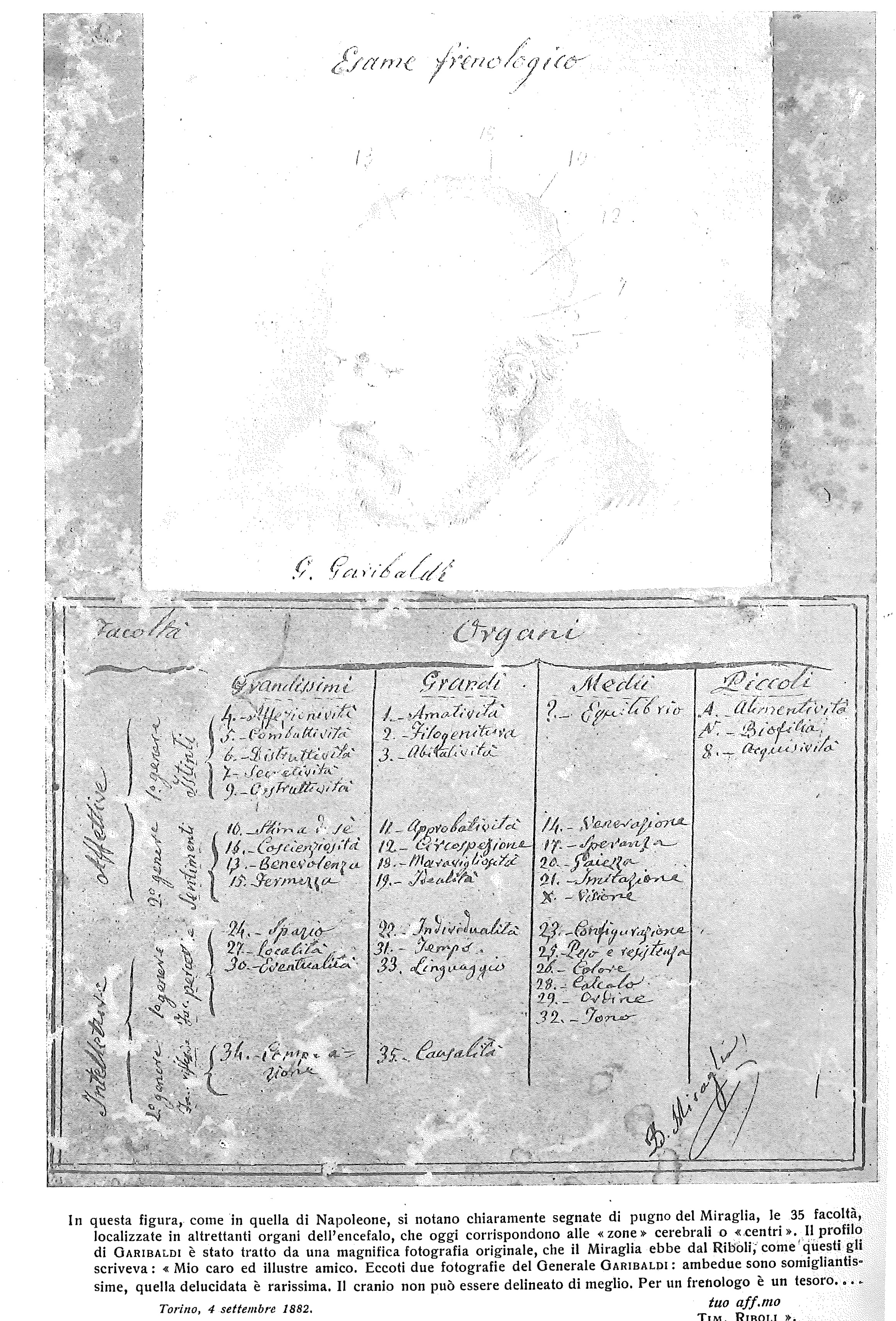
Profilo di Giuseppe Garibaldi con appunti di Miraglia

Biagio Gioacchino Miraglia visse durante il grande movimento di riforma della psicopatologia, periodo nel quale la psichiatria e la neuropatologia procedevano a grandi passi verso le teorie della medicina moderna. Egli intraprese un'ampia opera di rinnovamento, aprendo alla cultura medica italiana gli orizzonti della nuova Scienza Alienistica tedesca di Franz Joseph Gall e Johann Gaspar Spurzheim, padri della frenologia. Egli, rivisitando le divinazioni dell'alchimista Giovanni Battista Della Porta, riguardanti le investigazioni antropologiche, anticipò le teorie criminologiche di Cesare Lombroso e approfondì le ricerche sulle localizzazioni cerebrali attraverso analisi necroscopiche.
Secondo le deduzioni di Miraglia, infatti, la follia si delineava come un disturbo e un'affezione del cervello, propria della sua struttura anatomica e derivante dalle proprietà morfologiche della scatola cranica e delle relative anomalie strutturali e dimensionali. Di conseguenza, risultava essere concettualmente irriducibile al misterioso, repentino e caotico sfacelo della razionalità umana. Al contempo, egli sosteneva l'esistenza di forme di pazzia latente e parziale, in relazione alle quali, si era da sempre dimostrata una disdicevole difficoltà di approccio di carattere sia metodologico che diagnostico.
Fin dal 1843 approfondì i suoi studi sulla fisiologia del cervello, operando osservazioni cliniche e anatomopatologiche per giungere alla nozione della follia e dimostrandosi abile nell'accoppiare i risultati della teoria con gli insegnamenti della pratica medica. Si dedicò per la maggior parte della sua vita all'osservazione a all'analisi dei disturbi della personalità e del comportamento manifestati dai suoi pazienti del Morotrofio di Aversa. Analizzò i loro più piccoli mutamenti d'umore per dedurre le cause e i decorsi delle singole patologie e ricondurli alle strutture craniche e quindi alle localizzazioni delle facoltà psichiche e funzioni cerebrali. Attuò studi craniologici approfonditi di evidente matrice frenologica sulla maschera di Napoleone I per dedurre le facoltà intellettive, affettive e comportamentali nonché le caratteristiche relative alla personalità risultanti dalla configurazione cranioencefalica, per poi comparare quest'ultima alla fisionomia di Giuseppe Garibaldi.

## Riconoscimenti
Più di un centinaio d'Istituti scientifici, di medicina, chirurgia, lettere ed arti, italiani ed esteri, ebbero Biagio Gioacchino Miraglia come Presidente, Socio Onorario, Corrispondente o Effettivo.
Ecco, dunque, in ordine cronologico un elenco delle più importanti onorificenze da lui ottenute: 
- 1846 - Membro dell'« Accademia Allaborantium Tropeana ».
- 1846 - Socio dell'« Accademia degli Affaticati di Tropea ».
- 1846 - Socio dell'« Accademia degli Incamminati di Modigliana ».
- 1846 - Socio dell'« Accademia degli Incolti di Cingoli ».
- 1847 - Membro Corrispondente della « Société Phrénologique de Paris ».
- 1854 - Socio Onorario dell'« Accademia Medico-Chirurgica di Napoli ».
- 1861 - Premiato con Medaglia d'Oro da S. M. Vittorio Emanuele II.
- 1861 - Socio Corrispondente dell'« Accademia Dafnica di Lettere e Belle Arti di Aci-Reale ».
- 1861 - Socio Onorario dell'« Accademia de' Pellegrini Affaticati della Città di Castro-Reale ».
- 1861 - Presidente-Fondatore della « Società Frenopatica Italiana ».
- 1862 - Cavaliere dell'Ordine dei Santi Maurizio e Lazzaro.
- 1862 - Socio della « R. Accademia di Medicina di Torino ».
- 1862 - Socio Corrispondente della « R. Società Aretina di Scienze, Lettere ed Arti ».
- 1862 - Socio dell'« Istituto Bandiera di Palermo ».
- 1862 - Socio Corrispondente della « R. Accademia delle Scienze Mediche di Palermo ».
- 1863 - Accademico dell'« Accademia de' Quiriti di Roma ».
- 1863 - Socio Onorario dell'« Accademia degli Aspiranti Naturalisti ».
- 1867 - Socio Corrispondente della « Société Médico-Psicologique de Paris ».
- 1867 - Socio Onorario dell'« Accademia di Scienze e Lettere di Catanzaro ».
- 1868 - Membro Onorario dell'« Istituto Filotecnico Nazionale Italiano ».
- 1868 - Medaglia d'Oro dall'« Istituto Filotecnico Nazionale Italiano ».
- 1868 - Socio Onorario dell'« Accademia degli Euteleti ».
- 1868 - Socio Onorario dell'« Accademia degli Intrepidi ».
- 1868 - Socio Onorario dell'« Accademia Senensis ».
- 1871 - Socio Effettivo dell'« Associazione Nazionale Italiana di Mutuo Soccorso degli Scienziati, Letterati ed Artisti ».
- 1871 - Membro dell'« Associazione Cosmico-Umanitaria di Ravenna ».
- 1871 - Socio Onorario del « Gabinetto Scientifico di Ragusa ».
- 1872 - Consigliere Promotore della « Fratellanza Chiro-Jatrica-Farmaceutica Umanitaria in Palazzolo-Acreide ».
- 1873 - Uffiziale dell'« Ordine Imperiale del Mejédie ».
- 1873 - Membro Corrispondente dell'«Institut Egyptien».
- 1873 - Socio Onorario della « R. Accademia Medico-Chirurgica di Napoli ».
- 1873 - Socio Fondatore della « Società Giovanile per l'istruzione popolare in Augusta ».
- 1873 - Vicepresidente del Comitato in Napoli dell'« Associazione Cosmo-Umanitaria di Ravenna ».
- 1875 - Socio Ordinario dell'« Istituto Napoletano di Scienze, Lettere ed Arti ».
- 1875 - Socio Onorario dell'« Accademia Pitagorica di Napoli ».
- 1878 - Membro Effettivo della « Società Freniatrica Italiana ».
- 1880 - Membro Corrispondente della « R. Associazione dei Benemeriti Italiani ».
- 1880 - Medaglia d'Oro al Merito Scientifico ed Umanitario dalla « R. Associazione dei Benemeriti Italiani ».
- 1880 - Socio della « Società Zoofila Napoletana ».
- 1880 - Socio della « Società Torinese Protrettrice degli Animali ».
- 1882 - Socio dell'« Accademia Chirurgica di Ferrara ».
- 1882 - Socio dell'« Accademia Medico-Chirurgica di Perugia ».
- 1882 - Socio dell'« Accademia Fisico-Medico-Statistica di Milano ».
- 1883 - Medaglia d'Argento dell'« Associazione Nazionale di Mutuo Soccorso ».
- 1883 - Medaglia di Bronzo della « Società Frenologica di Parigi ».
- 1884 - Socio Onorario della « R. Società Zoofila in Firenze ».
- 1884 - Socio Corrispondente della « Società Medico-Chirurgica di Bologna ».
- 1884 - Medaglia d'Oro della « Società Zoofila Torinese ».
- 1884 - Membro Onorario della « Victoria Street Society for Protection of Animals ».
- 1884 - Socio Onorario dell'« Accademia Economico-Agraria Lucerina ».
- 1884 - Commendatore dell'« Ordine dei Santi Maurizio e Lazzaro »[25].

## Opere

### Opere mediche

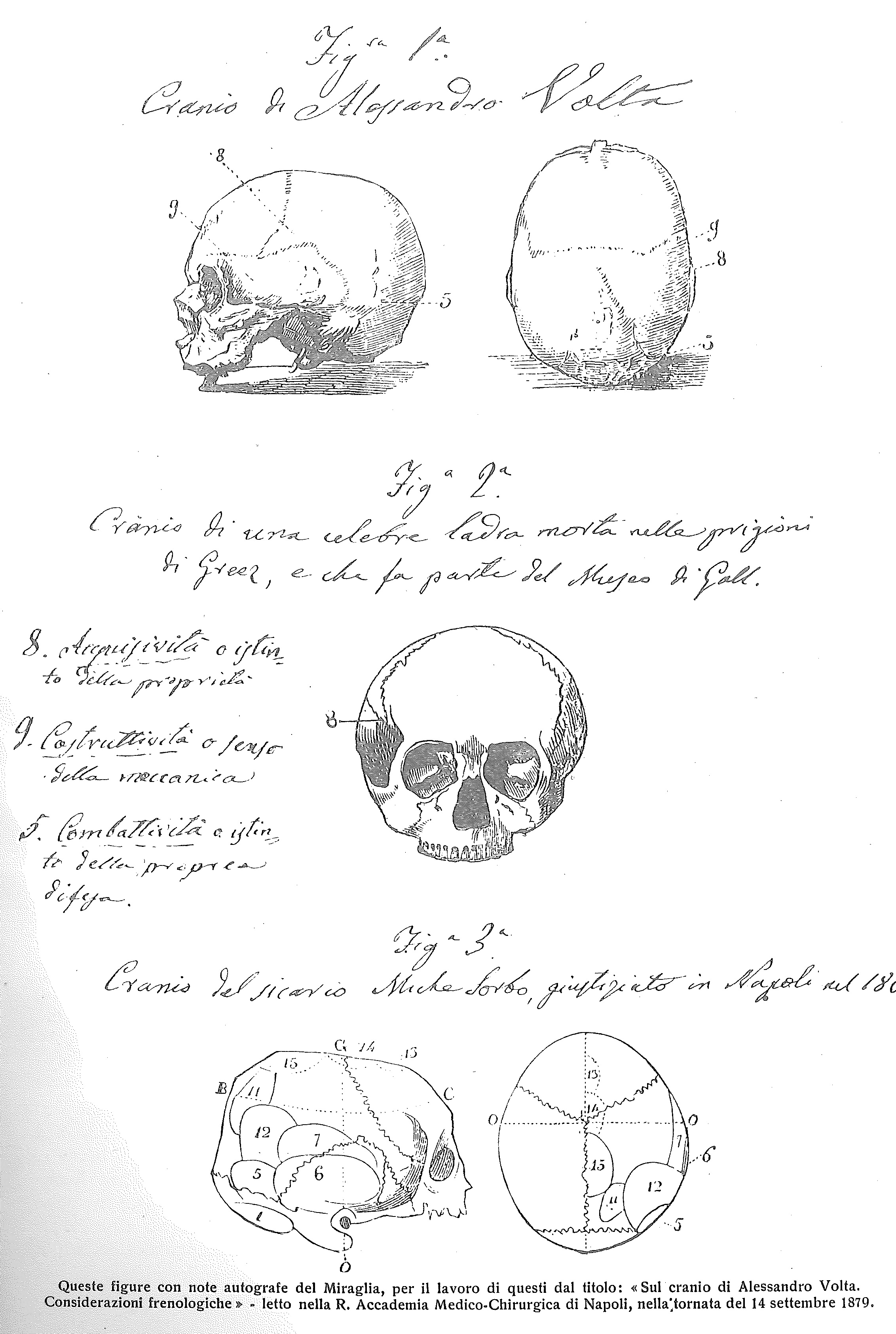
Figure con note autografe di Miraglia e considerazioni frenologiche

- Su di alcuni casi di epilessia, spasmo del diaframma e tetano - 1838.
- Della china e delle febbri periodiche - 1839.
- Pleuro-pneumonia epidemica - 1839.
- Osservazioni sul tifo adinamico-nervoso consecutivo alle febbri periodiche - 1839.
- Giornale-Medico-Storico-Statistico del Reale Morotrofio di Aversa - 1843/1846.
- Osservazioni medico-frenologiche - 1845.
- Sugli istinti - 1846.
- Cenno di una nuova classificazione e di una nuova statistica delle alienazioni mentali (con quattro figure) - 1847.[26]
- Della Frenologia nei congressi scientifici italiani - 1847.
- Progetto di uno stabilimento per alienati - 1849.
- Parere frenologico sopra il Barone Carlo Poerio - 1851.
- Su di un ordine speciale di fibre encefaliche per le quali si manifestano le facoltà primitive della mente - 1852. (Premiata dall'Accademia Medico-Chirurgica di Napoli)
- Della Frenologia e della sua applicazione all'educazione, alla morale ed alla giurisprudenza criminale - 1855.
- Matricidio per lipemania ascetica - 1860.
- Intorno alla fisiologia e patologi] del cervello - 1860.
- Annali Frenopatici Italiani del Reale Morotrofio di Aversa - 1860/1868.
- Prolusione ai lavori della Società Frenopatica Italiana - 1861.
- I Manicomi della provincia di Napoli - 1862.
- Prolusione al corso di Frenologia alla Reale Università di Napoli - 1862.
- Fondazione della Società Frenopatica Italiana - 1862
- Programma del corso di Frenologia - 1862.
- L'idiozia - 1864.
- Alcuni segni del suicidio - 1864.
- Per l'inaugurazione del Gabinetto Frenologico nel Museo Civile di Milano - 1865.
- Il Cholera-morbus nel Morotrofio di Aversa - 1865.
- Della struttura del cervello e delle sue funzioni - 1865.
- Norme le necroscopie dei folli - 1866.
- Su due nuove osservazioni intorno alle funzioni del lobo medio del cervello - 1867.
- Un raro caso di monomania subbiettiva - 1870.
- La legge e la follia ragionate - 1871.
- Parere frenologico su Alessandro Volta - 1874.
- L'istruzione, l'educazione, l'arte malvagia di fare pazzi - 1874.
- Il progresso della fisiologia del cervello e la nuova filosofia - 1875.
- Parere frenologico su Vincenzo Bellini - 1882.
- Sul talento della musica - 1882.
- Questioni filosofiche, sociali, mediche e mediche-forensi trattate con i principi della fisiologia del cervello (con 39 incisioni)- 1883.
- Parere frenologico su Napoleone I - 1884.
- Parere frenologico su Giuseppe Garibaldi - 1884[27].

### Opere letterarie
- Coriolano, tragedia in 5 atti - 1832.
- Messalina, tragedia in 4 atti - 1842.
- Biografia di Luigi Lilio, riformatore del Calendario romano - 1842.
- Poesie liriche - 1842.
- Canti Ellenici - 1842.
- Canti popolari dei Greci - 1842.
- Il Corsaro, tragedia in 5 atti - 1843.
- I Martiri di Cosenza, poema in 4 canti - 1848.
- Dalla Montagna, sonetti - 1849.
- L'Eco della Magna Grecia - 1858[28].

### Opere inedite
- Hassan, tragedia in 5 atti - 1835.
- Bianca Cappello, tragedia in 5 atti - 1845.
- L'autodifesa innanzi la Gran Corte Speciale di Napoli - 1851.
- La scuola per gli infermieri ed assistenti nel Manicomio di Nocera
- Confronto Frenologico della forma della testa, degli organi e delle facoltà tra Napoleone I, Tiberio, Giulio Cesare, Giuseppe Garibaldi, Nerone e Caracalla[28].